# Vivian Hsu
Vivian Hsu właściwie Hsu Su-chuan (chiński: 徐若瑄; pinyin: Xú Ruòxuān; Wade-Giles: Hsü Jo-hsüan, japoński: ビビアン・スー Bibian Sū, chiń. 徐淑娟; pinyin Xú Shújuān; ur. 19 marca 1975 w Taizhong) – tajwańska aktorka, piosenkarka i modelka.
Uczęszczała do szkół Jianxing Elementary School i Taipei Shulinguo Junior High School w Tajpej. W wieku 15 lat wygrała konkurs piękności, który organizowany był przez tajwańską telewizję. Pracę zaczęła jako fotomodelka. Studiowała w Japonii.

## Dyskografia

### Wraz z zespołemShaonü Dui
- 25 grudnia 1990 Merry Christmas (PS I Love You) singel
- 1991 我的心要出旅行 (pinyin: Wǒ de Xīn Yào Chǔ Lǔxíng, angielski: My Heart Must Go Travel)
- Czerwiec 1992 偏愛你的心 (pinyin: Piān’ài Nǐ de Xīn, angielski: Prefer Your Heart)

### Wraz z zespołemBlack Biscuits
- Wrzesień 1997 Stamina singel
- 19 grudnia 1997 Stamina singel
- Kwiecień 1998 Timing singel
- Październik 1998 Relax singel
- Maj 1999 Bye-Bye singel
- 26 maja 1999 Life

### Wraz z zespołemThe d.e.p
- 1 kwietnia 2001 Mr. No Problem singel
- 15 maja 2001 地球的病気 -We Are the d.e.p-
- Sierpień 2001 Itai singel

### Vivian i Kazuma
- 29 stycznia 2003 Moment singel
- 7 lipca 2004 Moment Remixes singel

### Solo
- Sierpień 1995 Whisper Message singel
- 25 października 1995 Kuchibiru no Shinwa singel
- 6 marca 1996 Kyohansha singel
- 10 kwietnia 1996 天使想 (pinyin: Tiānshǐ Xiǎng, japoński: Tenshi Sou, angielski: Angel Dreaming)
- 31 lipca 1996 Hachigatsu no Valentine singel
- 10 października 1996 天使美少女 (pinyin: Tiānshǐ Měishàonǚ, japoński: Tenshi Bishoujo, angielski: Angel Prettygirl)
- 29 kwietnia 1998 大麻煩 (pinyin: Dà Máfán, angielski: Big Trouble)
- 26 października 1998 想 New Edition a.k.a 1st. Album
- 18 października 1999 不敗の戀人 (pinyin: Bùbài de Liànrén, angielski: Undefeatable Lover)
- 23 marca 2000 Fuhai no Koibito (japońska wersja: Bubai de Lianren)
- 23 maja 2000 Happy Past Days (tajwańska wersja: Fuhai no Koibito)
- 19 września 2000 假扮的天使 (pinyin: Jiǎbàn de Tiānshǐ, angielski: Pretend Angel)
- Marzec 2001 愛の瑄言 *精選輯 (pinyin: Ài de Xuān Yìn *Jīngxuǎn Jì) składanka
- 7 listopada 2001 (wraz z Lil’ Viv) Marry Me? singel
- Sierpień 2003 決定愛你 (pinyin: Juédìng Ài Nǐ, angielski: Decide to Love You) singel
- 28 września 2003 我愛你 x4 the secret to happiness is love
- 1 kwietnia 2005 狠狠愛 (pinyin: Hěn Hěn Ài)
- 19 września 2006 Vivi and...
- 9 marca 2007 Love Vivian 最愛是V 新歌+精選 (Love Vivian Zui Ai Shi V XinGe + Jingxuan) składanka

## Wybrana filmografia
- 2001: Agent z przypadku (Dak miu mai shing) jako Yong
- 2002: Gundam "Ziarno" (Kidô senshi Gundam Seed) jako Aisha
- 2005: Ostatni taniec pana T (One Last Dance) jako Mae
- 2006: Węzeł (Yun shui yao) jako Wang Biyun
- 2011: Czarownik i biały wąż (Bái Shé Chuán Shuō) jako Ice Harpy (Lodowa Harpia)